# E.R. - Medici in prima linea (videogioco)
E.R. - Medici in prima linea (E.R.) è un videogioco gestionale del 2005 pubblicato dalla Take Two Interactive e dalla Mindscape per Windows, ispirato alla celebre serie televisiva E.R. - Medici in prima linea.
Nel videogioco, il giocatore crea il proprio personaggio, selezionando alcuni parametri che determineranno sia le caratteristiche fisiche che le sue attitudini che utilizzerà nel gioco e la sua specializzazione medica (neuropatologia, pediatria, ortopedia ed altre). Il gioco si sviluppa in sei episodi (chiamati "turni") di 48 ore (simulate) ciascuno, in cui il personaggio lavorerà come dottore all'interno del pronto soccorso, ed interagirà con gli altri personaggi del gioco ed i pazienti.
Nel corso della storia del videogioco è possibile incontrare i personaggi della serie televisiva fra cui John Carter, Susan Lewis e altri, doppiati nell'edizione italiana dagli stessi doppiatori che hanno prestato la propria voce nella serie televisiva.